# Scutellinia olivascens
Scutellinia olivascens är en svampart som först beskrevs av Mordecai Cubitt Cooke, och fick sitt nu gällande namn av Carl Ernst Otto Kuntze 1891. Scutellinia olivascens ingår i släktet Scutellinia och familjen Pyronemataceae.  Arten är reproducerande i Sverige. Inga underarter finns listade i Catalogue of Life.